# Геронтолошки центар Ниш
Геронтолошки центар Ниш је установа социјалне заштите за смештај одраслих и старијих лица, коју је основала Скупштина општине Ниш 28. децембра 1973. године. У њему се кроз дуги низ година развијала пракса рада са старијим лицима и разбијала предрасуде о новој средини, за смештај старијих људи који до краја живота у њој деле дом са много непознатих људи.

## Положај и размештај
Геронтолошки центар Ниш се налази у улици Радних бригада 15. у општини Медијана, у непосредној близини Основне школе „Ћеле кула“ и Војне болнице у Нишу.
Смештајни капацитет Центра је 286 корисника на сталном смештају и 6 у прихватној станици. Од тога највећи део смештајног капацитета је намењен особама којима је неопходна туђа нега и помоћ.
Дом располаже са два смештајна објекта, која су међусобно повезана,  различитог комфора становања. (од трокреветне собе са заједничким спратним купатилима до двокреветне гарсоњере са терасом).
Просторије за становање су прилагођене корисницима у зависности од степена подршке који им је потребан у задовољавању основних животних потреба.
Постоји посебна сала за културне, верске и друге манифестације, фризерски салон, продавница, амбуланта и сала за физикалну терапију.
Стари објекат
У старом објекту постоје једнокреветне, двокреветне и трокреветне собе са спратним купатилима, заједничким чајним кухињама, трпезаријама и дневним боравцима на сваком спрату.
Нови објекат
У новом објекту корисницима су на располагању двокреветне гарсоњере, са са купатилом, чајном кухињом и највећи број са својом терасом. На свакој етажи  постоји трпезарија и заједнички дневни боравак.У приземљу се налази библиотека и издвојен простор радне тарапије.
Двориште
Корисницима услуга Центра је на располагању и двориште са око 6.000 m2 уређене зелене површине, опремљене парковским  мобилијаром и фонтаном.

## Историја
По угледу на многе земље света и у Нишу је непосредно након Другог светског рата покренута идеја о оснивању установе за смештај старијих људи у којој би били решавани демографски, социјални и социјално-медицински проблеми старијих од 65 година који више нису у радном односу.
Први дом који је једно време радио на старом нишком гробљу затворен је 1952. године, а његови штиаћеници премештени су у Дом за старе у Алексинцу, тако да је све до изградље новог дома 1973. године Ниш био без икакве институције за за стационарни домски смештај старих људи.
Решавање оовог проблема у граду на Нишави започето је Решењем Скупштине општине Ниш од 28. децембра 1972. годибне којим је основан Дом пензионера и инвалида рада у Нишу, који је почео са радом 26. марта  1973. године, када је примљено 18 првих корисника. Те године капацитет дома износио је 120 места а састојао се од 59 једнокреветних, 23 двокреветних соба и 10 гарсоњера.  Поред тога дом је располагао и са 3 собе за дневни боравак са телевизором и радијом, као и са другим пратећим просторијама, укључујући и здравствену амбуланту Дома здравља Ниш, са 6 медицинских сестара и једним лекарем.
За првог директора дома изабран је Братимир Миливојевић, бивши директор Центра за социјални рад са прихватилиштем у Нишу, који је располагао са вишегодишњим искуством из рада у сродној установи.
Дом је брзо попуњавам корисницима услуга, а број запоослених у 1978. години нарсато на 24 лица.
Oд 1990. године Центар проширује своју делатност и поред смештаја пружа и услуге ванинституционалне заштите и то Помоћ у кући – допремање оброка у стан корисника, Дневни боравак – Клуб за старе и Прихватну станицу и Прихватилиште.
Крсна слава Центра
Дан Свете Петке проглашен је за крсну славу Геронтолошки центар Ниш. Као и многих православних верника у Србији и становници Центра сматрају да је ова светитељка заштитница њиховог дома, па су прихватили њену славу и у свом новом дому. Празнује се 27. октобра.

## Организационе јединице
Запослени су распоређени по службама и то:
- Служба социјалног рада - у којој раде социјални радници, психолог и радни терапеути.

- Служба здравствене заштите, неге и хигијене - у којој раде лекари, медицинске сестре - техничари, физиотерапеути, неговатељи, пегларке-праље, шивач, фризер и спремачице.

- Служба општих, правних и техничких послова - у којој раде правници, административни радници, радници одржавања и портири.

- Служба економских, књиговоствено-финансијских послова, набавке и ускладиштења - која у свом саставу има шефа рачуноводства, аналитичара купаца, благајника, магационера и набављача.

- Служба исхране

- Служба ванинституционалне заштите